# Такакува Кен
Такакува Кен (25 березня 1985) — японський плавець.
Учасник Олімпійських Ігор 2008, 2012 років.